# Tipula (Savtshenkia) subsignata
Tipula (Savtshenkia) subsignata is een tweevleugelige uit de familie langpootmuggen (Tipulidae). De soort komt voor in het Palearctisch gebied.